# دان كو
دان كو (بالرومانية: Dan Coe)‏ (8 سبتمبر 1941 في رومانيا - 19 أكتوبر 1981 في ألمانيا) هو لاعب كرة قدم روماني في مركز الدفاع، شارك في كأس العالم 1970 والألعاب الأولمبية الصيفية 1964. وشارك مع منتخب رومانيا لكرة القدم. أما مع النوادي، فقد لعب مع رابيد بوخارست ورويال أنتويرب ونادي أوتسيلول غالاتسي وFCM Dunărea Galați ‏.

## وصلات خارجية
- دان كو على موقع الاتحاد الدولي (مؤرشف)  (الإنجليزية)
- دان كو على موقع قاعدة بيانات كرة القدم.إي يو (الإنجليزية)
- دان كو على موقع ناشيونال فوتبول تيمز (الإنجليزية)
- دان كو على موقع عالم كرة القدم.نت (الإنجليزية)
- دان كو على موقع أوليمبيديا (الإنجليزية)